# Crimes do Coração (peça teatral)
Crimes do Coração (título original Crimes of the Heart) é uma peça teatral de 1978, uma comédia dramática em dois atos da dramaturga americana Beth Henley. A obra é considerada por muitos sua obra-prima, e Henley recebeu, em 1981, o Prêmio Pulitzer de dramaturgia por ela.
A peça, cujo título original era Crimes de paixão (Crimes of Passion), foi inspirada pelo relacionamento que Beth Henley tinha com suas  irmãs. As críticas do Village Voice e do Time não foram mais que moderadamente positivas. É só a partir de 1980 que a peça começa a ter sucesso com a Companhia Manhattan Theatre Club.
Desta peça foi tirado também o filme homónimo em 1986.

## Sinopse
A peça é ambientada em Hazlehurst no Mississippi, onde vive Lenny, uma mulher que cuida do velho avô doente, rico e despótico.
Está quase isolando-se do mundo, quando um dia voltam na casa dela as duas irmãs: Babe, de vida sentimental como um furacão (atirou no marido violento, por isso arrisca ser internada num manicômio e agora está apaixonada por um rapaz de 15 anos); e Meg, que tentou a carreira de cantora sem muito sucesso.
Na peça aparecem também Barnette, prima das três irmãs, que tem um jeito e comportamento muito diferente delas; Doc, o ex-namorado de Meg, que reaproxima-se dela como grande amigo; e Chick, advogado defensor de Babe na causa de tentado homicídio.
A peça põe em evidência mil lembranças tristes e felizes e é ocasião para as três irmãs reunirem-se como nunca.

## Honrarias
.

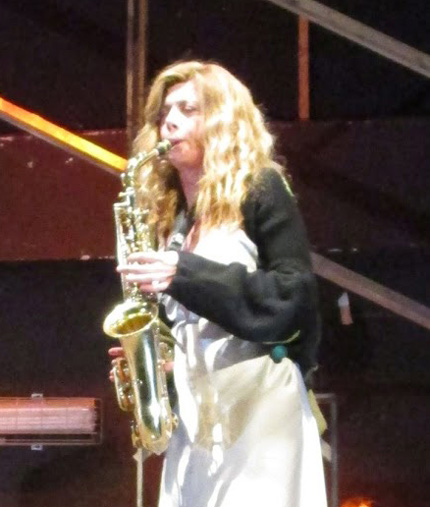
Benedicta Boccoli (Babe) e seu saxófono, durante a rapresentação de Crimini del Cuore, Teatro São Bábilas, de Milão, 1 de maio 2015

- 1981: New York Drama Critics' Circle Award: melhor peça americana
- 1981: Prêmio Pulitzer pela dramaturgía
- 1982: Theatre World Award à
  - Lizbeth MacKay
  - Peter MacNicol[4]